# دانشجویان آزادی‌خواه و برابری‌طلب
دانشجویان آزادی‌خواه و برابری‌طلب (داب) (۱۳۸۸–۱۳۸۵) تشکلی از دانشجویان چپ‌گرا در دانشگاه‌های دولتی ایران بود. پس از انقلاب فرهنگی ایران (۱۳۶۲–۱۳۵۹)، دانشجویان آزادی‌خواه و برابری‌طلب نمایانگر ظهور دوبارهٔ فعالیت متشکل نیروهای چپگرا در سطح دانشگاه‌های ایران بودند.
در آذر ۱۳۸۶ دانشجویان آزادی‌خواه و برابری‌طلب دست به برگزاری مراسم‌هایی به مناسبت روز دانشجو زدند. بزرگ‌ترین مراسم در روز ۱۳ آذر در دانشگاه تهران برگزار شد. پیش از شروع مراسم نیروهای وزارت اطلاعات شروع به دستگیری دانشجویان فعال کردند. بنا به گزارش دیده‌بان حقوق بشر، در جریان این سرکوب گسترده، بیش از چهل نفر از دانشجویان عضو این تشکل دستگیر و شکنجه شدند.

## تأسیس
گرچه فعالان چپ از اوایل دهه هشتاد خورشیدی حضور چشمگیری در برخی دانشگاه‌ها داشتند، اعلام موجودیت دانشجویان آزادی‌خواه و برابری‌طلب در سال ۱۳۸۵ صورت گرفت. در جریان اعتراضات دانشجویی خرداد ۱۳۸۵، طیفی از دانشجویان چپ با صدور بیانیه‌ای تحت عنوان «دانشگاه پادگان نیست» موجودیت تشکلی به نام دانشجویان آزادی‌خواه و برابری‌طلب را اعلام کردند.
بر اساس مصوبات شورای عالی انقلاب فرهنگی، تشکل‌های غیر اسلامی امکان فعالیت در دانشگاه‌ها را ندارند. دانشجویان آزادی‌خواه و برابری‌طلب چه پیش و چه پس از برگزاری مستقل مراسم روز دانشجو در روز ۱۳ آذر ۱۳۸۶، یک «سازمان» به معنی عام آن نبوده بلکه شامل مجموعه‌ای از دانشجویان چپ که حول فعالیت‌های متعدد دانشجویی و سیاسی متشکل شده بودند، می‌شده است.

## فعالیت
در طول دوران فعالیتشان، دانشجویان آزادی‌خواه و برابری‌طلب اقدام به سازماندهی دانشجویی، برقراری ارتباط با جنبش‌های کارگری و زنان، انتشار نشریات متعدد از جمله «خاک»، «راه خاکی»، «آرمان نو»، «پیشاهنگ»، «پیشرو»، «گوزن‌ها»، «طوفان» و «فریاد» و برگزاری مراسم به مناسبت‌هایی همچون روز دانشجو، روز جهانی کارگر و روز جهانی زنان کردند.
از جمله شعارهای دانشجویان آزادی‌خواه و برابری‌طلب می‌توان به «آزادی برابری»، «دانشگاه پادگان نیست»، «رهایی زن رهایی جامعه است»، «نه به جنگ»، «دانشجو کارگر اتحاد اتحاد»، «نه به سنگسار»، «نه به پوشش اجباری زنان» اشاره کرد.
در بیانیه این دانشجویان به مناسبت روز دانشجو در سال ۱۳۸۶ آمده بود:
«نظامی و امنیتی شدن مسلم فضای دانشگاه، بیانگر ضرورت مقاومت همه‌جانبه دانشجویان در برابر سیاست‌های عوامل سرکوب جنبش و تبدیل دانشگاه به مقر نظامی و دفاعی جناحین حاکمیت است؛ دانشگاهی که به اصرار و اعتقاد ما پادگان نیست!»

## دستگیری گستردهٔ اعضا
دستگیری گستردهٔ دانشجویان آزادی‌خواه و برابری‌طلب از چند روز پیش از برگزاری مراسم مستقل روز دانشجو در ۱۳ آذر ۱۳۸۶ آغاز شد. این موج سرکوب در تهران با دستگیری سعید حبیبی، ایلناز جمشیدی، انوشه آزادفر، مهدی گرایلو و بهروز کریمی‌زاده شروع شد و با دستگیری تعداد بیشتری از دانشجویان در روز ۱۳ آذر و روزهای پس از آن ادامه یافت.
طی این موج دستگیریِ فعالان و دانشجویان چپ‌گرا در سال ۱۳۸۶، تعداد زیادی از اعضای این تشکل دستگیر و شکنجه شدند. سازمان دیده‌بان حقوق بشر تعداد این دستگیری‌ها را بیش از چهل نفر می‌داند. پس از گذشت چند ماه در شرایط انفرادی و تحت بازجویی و شکنجه، اکثر این دانشجویان با قرارهای وثیقه سنگین آزاد شدند. برخی همچون محمد پورعبدالله در نهایت به احکام بلند مدت محکوم شدند.

## انحلال
انحلال تشکل دانشجویان آزادی‌خواه و برابری‌طلب هیچ‌وقت به صورت رسمی اعلام نشد، بلکه با صدور احکام و وثیقه‌های سنگین برای تعدادی از فعالان و خروج برخی دیگر از کشور و ادامه زندگی در تبعید، فعالیت تحت عنوان این تشکل دانشجویی به تدریج متوقف شد.
بهروز کریمی‌زاده و کاوه عباسیان در اردیبهشت ماه ۱۳۸۸ در دو نامهٔ مجزا به دلیل «خروج از ایران و دوری از محیط طبیعی فعالیت دانشجویان آزادی‌خواه و برابری‌طلب»، از فعالیت‌های خود در این مجموعه کناره گرفتند.
در پاییز ۱۳۸۸، امین قضایی از اعضای این مجموعه در گفتگو با نشریهٔ اشتراک، فعالیت با نام «دانشجویان آزادی‌خواه و برابری‌طلب» را شکست‌خورده دانسته، اعلام کرد که «دیگر چیزی به نام دانشجویان آزادی‌خواه و برابری‌طلب وجود ندارد».

## ادامه فعالیت
محمد پورعبدالله که پس از آزادی با وثیقه به فعالیت‌های سیاسی‌اش ادامه داده بود، دوباره بازداشت شد و در سال ۱۳۸۸ به شش سال حبس محکوم شد. این حکم بعدها به سه سال کاهش پیدا کرد. علی عجمی نیز در سال ۱۳۸۸ دستگیر و محکوم به دو سال حبس شد. با وجود افول فعالیت تحت عنوان دانشجویان آزادی‌خواه و برابری‌طلب، برخی اعضای آن در داخل و خارج از ایران همچنان به فعالیت‌های سیاسی خود ادامه دادند. به عنوان مثال بهروز کریمی‌زاده، کاوه عباسیان، حامد کیایی، بهزاد باقری، نسیم روشنایی و امین قضایی در خارج از کشور برای مدت کوتاهی اقدام به ادامه انتشار نشریه خاک در فضای مجازی کردند. همچنین امیرحسین محمدی‌فرد و ساناز الهیاری در دهه نود خورشیدی نشریه گام را منتشر کردند که در همان رابطه بازداشت شده و دست به اعتصاب غذا زدند.

## مرگ اعضا
علیرضا داوودی، سخنگوی دانشجویان آزادی‌خواه و برابری‌طلب دانشگاه اصفهان، در تاریخ ۷ مرداد ۱۳۸۸ در سن ۲۶ سالگی، ۳ ماه پس آزادی از زندان به طرز مشکوکی در بیمارستان خورشید اصفهان درگذشت.
در اردیبهشت ۱۳۹۹، بدن بیجان علی عجمی در تبعید در دریاچه‌ای در پارک هرمان شهر هیوستون در ایالت تگزاس آمریکا پیدا شد.